# Kroatische Badmintonmeisterschaft 2025
Die Kroatische Badmintonmeisterschaft 2025 fand vom 25. bis zum 26. Januar 2025 in Čakovec statt.

## Medaillengewinner
| Disziplin    | Gold                          | Silber                        | Bronze                            |
| ------------ | ----------------------------- | ----------------------------- | --------------------------------- |
| Herreneinzel | Aria Dinata                   | Filip Špoljarec               | Edvin Hadžihalilović              |
| Herreneinzel | Aria Dinata                   | Filip Špoljarec               | Ivan Šamija                       |
| Dameneinzel  | Jelena Buchberger             | Luna Šaban                    | Lea Burazor                       |
| Dameneinzel  | Jelena Buchberger             | Luna Šaban                    | Barbara Janičić                   |
| Herrendoppel | Igor Čimbur Zvonimir Hölbling | Hrvoje Mavriček Borut Patčev  | Fran Pipunić Roko Pipunić         |
| Herrendoppel | Igor Čimbur Zvonimir Hölbling | Hrvoje Mavriček Borut Patčev  | Vito Radovanović Marko Šurina     |
| Damendoppel  | Matea Čiča Ana Pranić         | Maja Pavlinić Inga Sadaić     | Lea Burazor Dora Šurković         |
| Damendoppel  | Matea Čiča Ana Pranić         | Maja Pavlinić Inga Sadaić     | Dora Drvodelić Sara Šulc          |
| Mixed        | Filip Špoljarec Matea Čiča    | Borut Patčev Katarina Galenić | Filip Antunović Lucija Buchberger |
| Mixed        | Filip Špoljarec Matea Čiča    | Borut Patčev Katarina Galenić | Aria Dinata Barbara Janičić       |